# Constantino Maliaseno
Constantino Comneno Ducas Maliaseno Brienio (en griego: Κωνσταντῖνος Κομνηνός Μαλιασηνός Δούκας Βρυέννιος) fue un noble griego bizantino y magnate activo en Tesalia en la primera mitad del siglo xiii.

## Biografía
La familia de los Maliaseno aparece por primera vez con Constantino, pero es posible que un cierto pansebasto sebasto Nicolás Maliases, registrado en 1191, fuera su padre u otro pariente. El mismo Constantino suele ser llamado con los apellidos «Comneno Maliaseno», pero ocasionalmente los apellidos de otras dos grandes casas aristocráticas bizantinas, Ducas y Brienio, también se le añaden. Además, su epitafio, compuesto por Manuel Holobolos, afirma que sus antepasados eran descendientes de miembros de la dinastía Comneno «nacidos en la púrpura», y de una persona con el rango de césar. Según el prosopógrafo moderno de la familia Ducas, Demetrios Polemis, los candidatos obvios son el césar Nicéforo Brienio el Joven y Ana Comneno, hija del emperador Alejo I Comneno.
En 1215 (anterior fechado en 1230), fundó un monasterio en Makrinitsa. En ese momento, la zona estaba bajo el dominio del Reino latino de Tesalónica. Se casó con María, la hija de Miguel I Comneno Ducas, gobernante de Epiro, y tuvo al menos un hijo, Nicolás Maliaseno. Otro posible hijo es un monje llamado Neilos Maliaseno. Miguel I nombró a su yerno gobernador de la porción de Tesalia que capturó a los latinos a principios de los años 1210. Maliaseno permaneció en Tesalia bajo los sucesores de Miguel, pero en 1239 pudo haber apoyado Manuel Comneno Ducas, el depuesto emperador de Tesalónica, que desembarcó en Demetrias y trató de evitar el regreso al trono de Juan Comneno Ducas y su padre Teodoro Comneno Ducas. Finalmente, se llegó a un acuerdo y Manuel recibió Tesalia como un dominio personal. Cuando Manuel murió en 1241, la región fue rápidamente ocupada por Miguel II Comneno Ducas de Epiro.
En 1246, Miguel II emitió una crisóbula que lo reconocía como fundador (ktetor) de otro monasterio, el de Hilarion en Almyrós, que se convirtió en una dependencia (metoquión) del monasterio de Makrinitsa. Maliaseno es registrado por última vez alrededor de 1252, cuando Miguel II lo envió en una misión diplomática ante el emperador de Nicea, Juan III Ducas Vatatzés. Poco después se convirtió en un monje, y murió en algún momento antes de octubre de 1256. En algún momento después de su misión a Nicea, Maliaseno parece haberse distanciado con Miguel II, que removió el monasterio de Hilarión de la jurisdicción de Makrinitsa. Casi al mismo tiempo, su hijo Nicolás se casó con un pariente del noble niceno (y futuro emperador) Miguel Paleólogo, posiblemente indicando un cambio en la lealtad de Maliasenos hacia Nicea.
Después de su muerte, la familia Maliaseno continuó siendo uno de los principales magnates regionales en el norte de Tesalia hasta bien entrado el siglo xiv.